# Gordium
Gordium (greacă: Γόρδιον, Górdion; turcă: Gordiyon) a fost capitala Frigiei, aflat la 70-80 km sud-vest de Ankara. În 1900, arheologii Gustav și Alfred Körte excavează situl arheologic, iar în 1950 și 1973 Rodney S. Young de la Universitatea din Pennsylvania.

## Istoric
În secolele al IX-lea î.Hr. și al VIII-lea î.Hr., orașul se dezvoltă sub conducerea frigienilor care întemeiază un regat puternic la vest de râul Halys (în prezent, râul Kızılırmak) în vecinătatea Lidiei. Regii Frigiei își construiesc numeroase orașe în apropriere de Gordium numite tumuli, movile așezate peste camerele mortuare, unde se găseau sarcofagele suveranilor.
Cel mai cunoscut rege al Frigiei a fost Midas, acest a cerut sprijin împăratului asirian, Sargon al II-lea împotriva triburilor cimeriene invadatoare. Strabon ne relatează că în timpul asedierii Gordiumului de către cimerieni, Midas se sinucide înghițind sânge de taur.
Incediul ce a devastat orasul Gordium, după primele interpretări a avut loc in circa 700 î.Hr. Cu ajutorul datării cu carbon-14 și a dendrocronologiei s-a stabilit că arderea orașului a avut loc în aprox. 800 î.Hr..
Imperiul Median, iar mai apoi Imperiul Persan ocupă orașul și întrega Frigie, ca în 333 î.Hr. Alexandru cel Mare să-l includ în vastul său imperiu.

## Arheologie

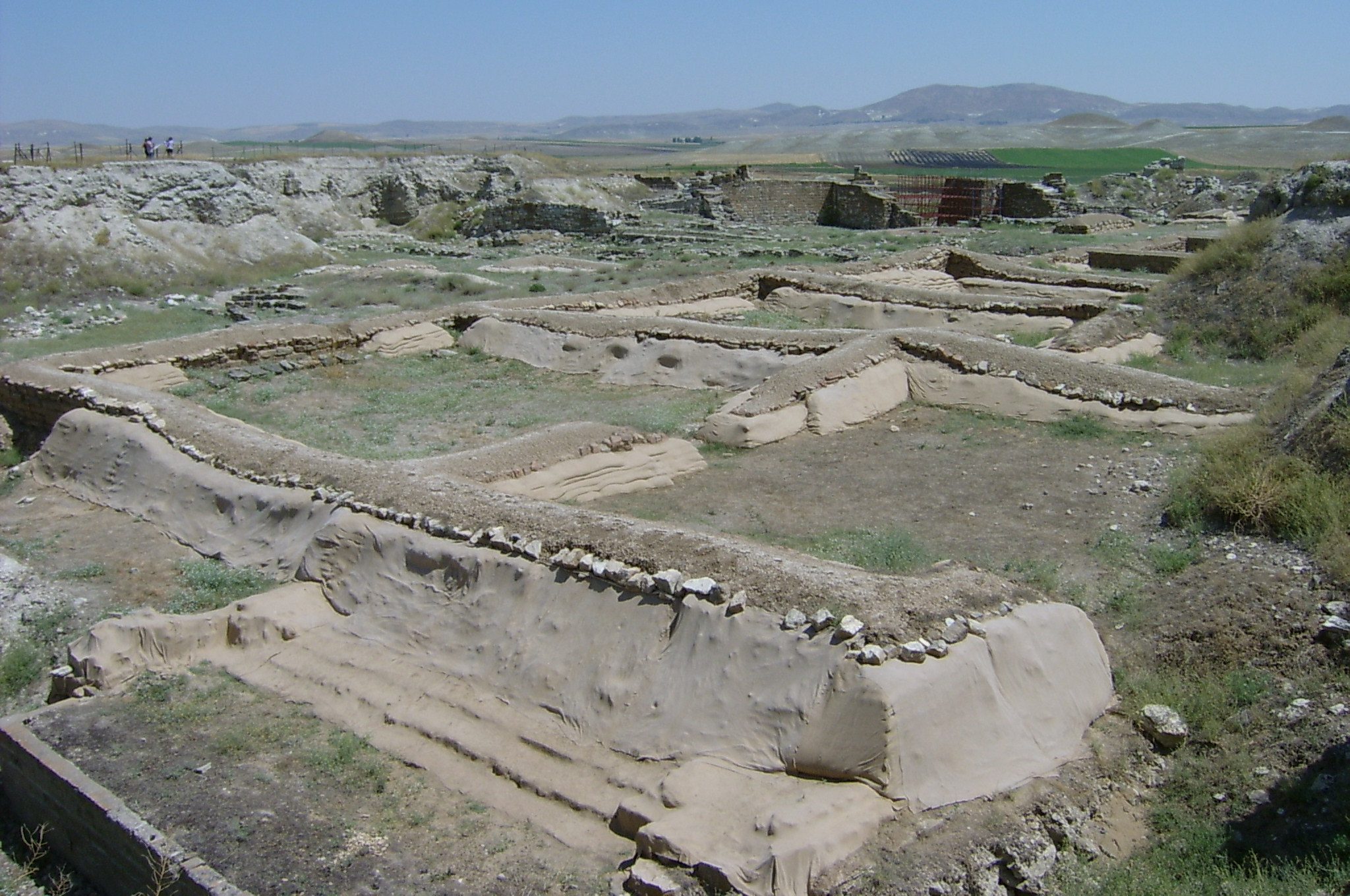
Ruinele oraşului Gordium

Echipa lui Young a excavat în 1957 tumulul regelui Midas, cel mai mare tumul cu o înălțime de 50 de metri și cu diametrul de 300 de metri. Acesta a descoperit rămășițele suveranului așezate pe materiale textile și purpuri scumpe într-un sicriu înconjurat cu obiecte magnifice. Printre aceste se numără vase de ceramică, curele de piele și o colecție conservată de mobilier.
Înmormântarea este datată în a doua jumătate a secolului al VIII-lea î.Hr., ceremonia de înmormântare a fost reconstruită când s-a servit friptură de miel sau capră și s-a băut o băutură fermentată mixtă. 

## Nodul Gordian

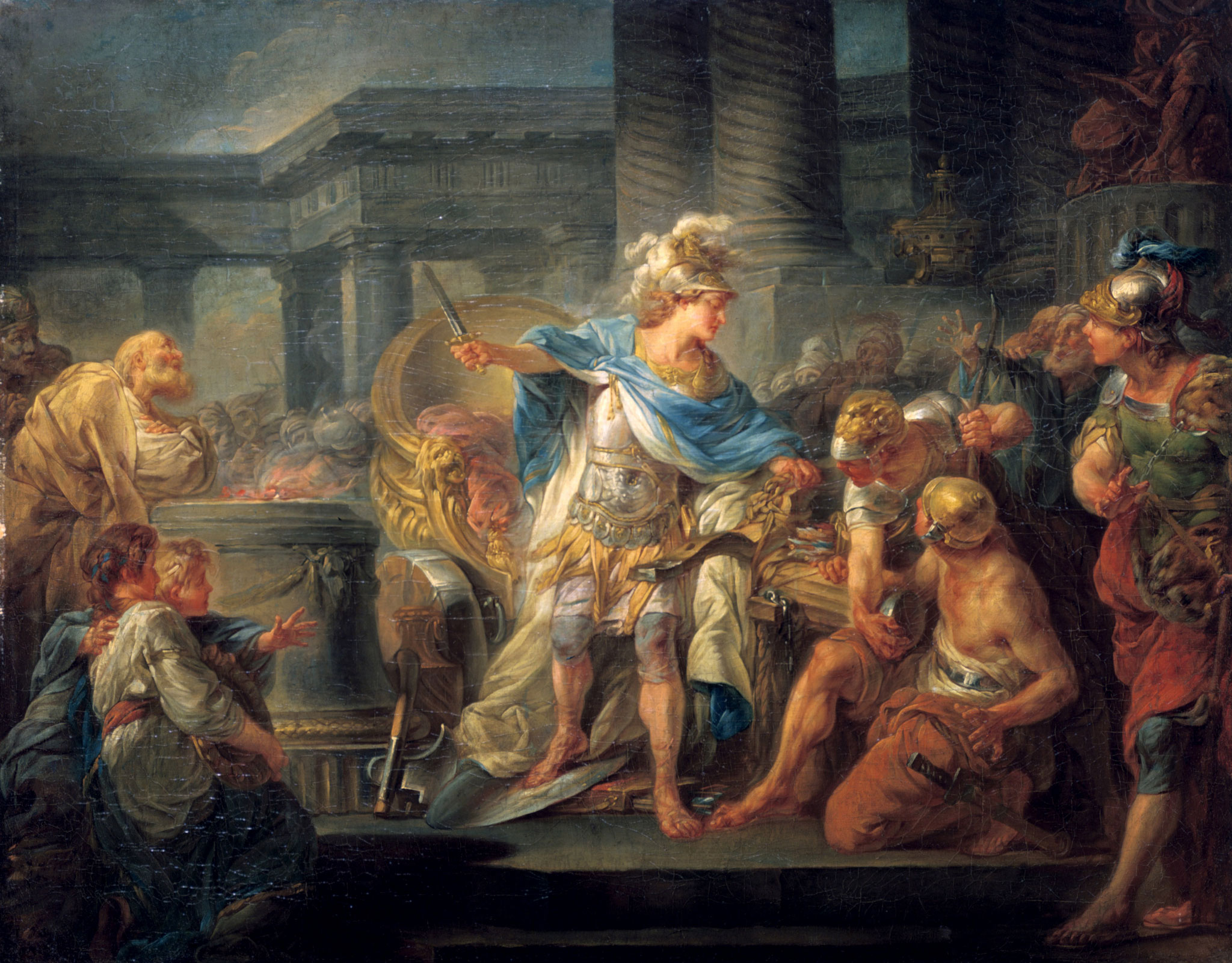
Alexandru tăind nodul gordian, de Jean-Simon Berthélemy (1743–1811)

În 333 î.Hr., Alexandru cel Mare intră în Gordium, ducându-se direct la celebrul nod gordian. O legendă locală spunea că cine va reuși să desnoade complicatul nod, va cuceri Asia. Alexandru dintr-o singură lovitură de sabie taie nodul, reușind să-l desfacă fără prea multe complicații. Mitul se împlinește, acesta ocupând aproape tot continentul asiatic cunoscut la acea vreme.